# 第一代帕斯菲爾德男爵悉尼·韋伯
悉尼·韦伯（英語：Sidney James Webb, 1st Baron Passfield，1859年7月13日—1947年10月13日）英国社会主义者、经济学家、改革家及伦敦政治经济学院创始人。1884年与萧伯纳同为费边社早期成员之一。西德尼·韦伯与其妻子贝特丽丝·韦伯、安妮·贝赞特、合力打造费边社成為英国爱德华时代一杰出的政治文化社团。西德尼·韦伯也是英国工党第四项条款的作者。1929年至1931年曾出任殖民地事務大臣。

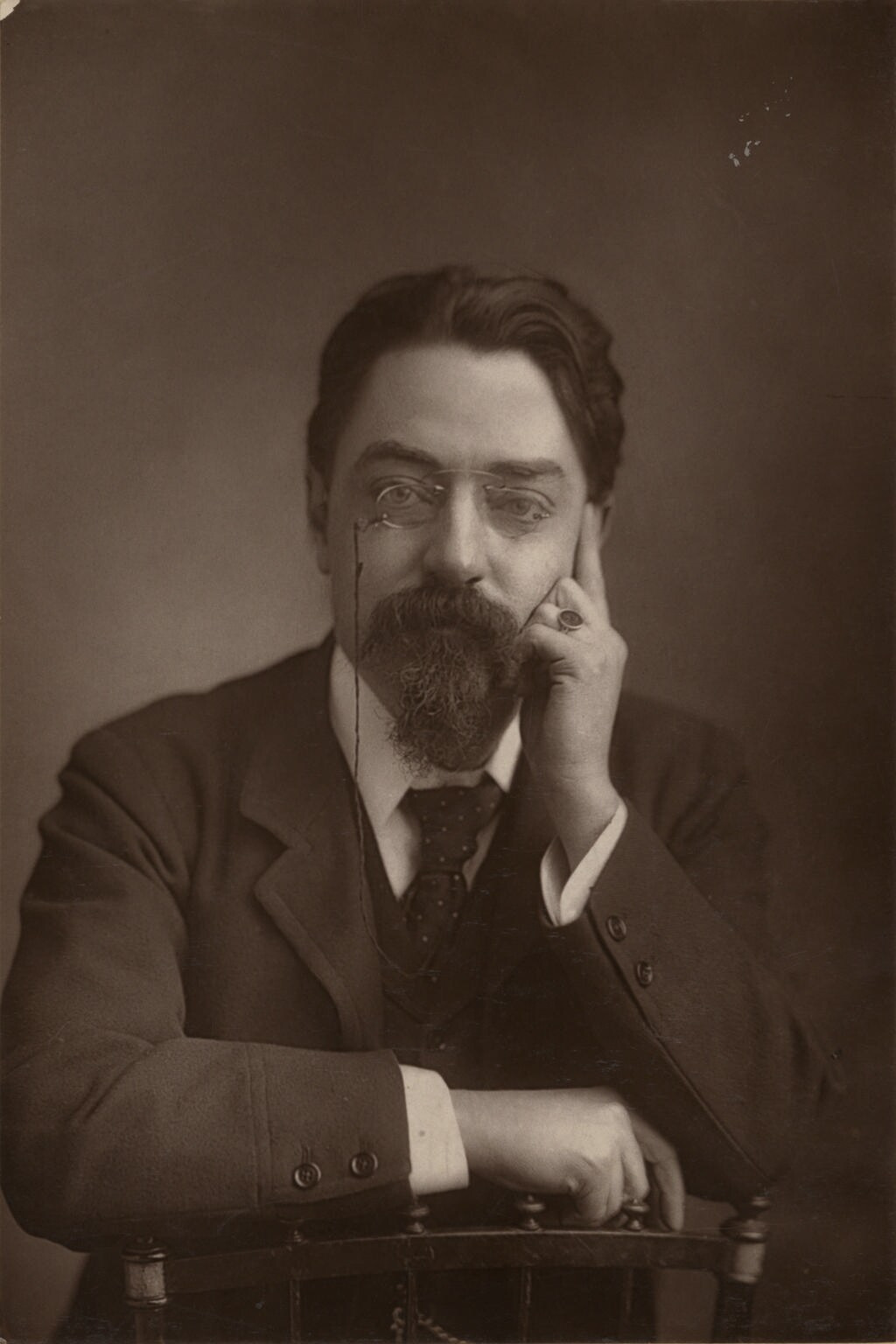
帕斯菲爾德男爵